# Женщина, убитая добротой
«Женщина, убитая добротой» (англ. A Woman Killed with Kindness) — трагедия английского драматурга Томаса Хейвуда, впервые поставленная на сцене в 1603 году и опубликованная в 1607 году.
Главный герой пьесы, сквайр Фрэнкфорд, узнаёт об измене своей жены Нэн, но, в отличие от героев «кровавых трагедий», решает её не наказывать. Нэн умирает из-за угрызений совести. Автор противопоставляет этому персонажу, избалованному аристократической средой, Сюзен Маунтфорд, которая в своей жизни прошла через лишения.
Исследователи считают пьесу Хейвуда «бытовой драмой», предвосхищающей «мещанские драмы» XVIII века.